# Lorenzo Piccioni
Lorenzo Piccioni (Soresina, 7 aprile 1954) è un politico italiano.

## Biografia
Originario Di Soresina ma residente a Vercelli,è stato parlamentare per 4 legislature, membro della commissione parlamentare d’inchiesta sul ciclo dei rifiuti e sulle attività illecite e sindaco di San Giacomo Vercellese. Come imprenditore si è occupato di movimento terra, smaltimento di rifiuti e altri servizi ambientali. Ricandidato al senato, per la quinta volta, nel 2013 con il PdL in Piemonte, non viene rieletto. Nel settembre 2015 viene arrestato nell’ambito di un’inchiesta sulla discarica di Mazzarrà Sant’Andrea.